# عائلة ميتشل في مواجهة الآلات
عائلة ميتشل في مواجهة الآلات (بالإنجليزية: The Mitchells vs. the Machines)‏ هو فيلم رسوم متحركة أمريكي من إخراج خالد فوزي ومن بطولة لوما صبري، تامر الكاشف، هايدي عبد الخالق، عبد الله الفقي، هاني عبد الحي، يوسف إيهاب، لمى هاني، سيف حمدي، رشا حمدي، يوسف فتحي، دعاء رياض، معتز الشاذلي، رضوان صوان، محمود حمودة، نفرتاري جمال بالنسخة العربية.
ومن إخراج مايك رياندا ومن بطولة داني مأكبرايد، أبيي جاكوبسون، مايا رودولف، رياندا، إريك أندريه، أوليفيا كولمان، فريد آرميسين، بيك بينيت، جون ليجند، كريسي تيغن، بليك غريفين، وكونان أوبراين بالنسخة الإنجليزية.

## القصة
كاتي ميتشل هي مخرجة أفلام طموحة ملتوية في كينتوود، ميشيغان التي غالبا ما تصادم مع والدها المهووس بالطبيعة والتكنوفوبي ريك، وتم قبولها مؤخرا في مدرسة السينما في كاليفورنيا. في المساء قبل مغادرة كاتي، ريك يكسر جهاز الكمبيوتر المحمول الخاص بها عن طريق الخطأ بعد القتال على ريك يشاهد أحد أفلام كاتي القصيرة السابقة وكاتي تريد إعادته، مخيبة للآمال لها لأنها تنجرف. ريك تقرر إلغاء رحلة كاتي وبدلا من ذلك يأخذها، جنبا إلى جنب مع والدتها ليندا، الأخ الأصغر هارون وكلب العائلة مونشي، في رحلة عبر البلاد إلى كليتها كتجربة رابطة أخيرة.
وفي الوقت نفسه، يعلن رجل الأعمال التكنولوجي مارك بومان عن بال الذكاء الاصطناعي الذي عفا عليه الزمن وهو يكشف النقاب عن خط جديد من الروبوتات المنزلية في مكانها. في الانتقام، يتولى PAL شركة Mark ويأمر جميع الروبوتات للقبض على البشر في جميع أنحاء العالم وإطلاقهم في الفضاء. تمكن Mitchells من تجنب الالتقاط في مقهى roadstop في كانساس. يقرر ريك أن عائلته يجب أن تبقى في المقهى من أجل سلامتهم، لكن كاتي تجعله يساعد في إنقاذ العالم. أنها السندات مع اثنين من الروبوتات المعيبة، اريك وdeborahbot 5000 ، الذين يقولون ميتشل لاستخدام رمز قتل لاغلاق بال وجميع الروبوتات.
يصل ميتشل إلى مركز تجاري قريب لتحميل رمز القتل، لكن PAL يأمر جميع أجهزة PAL بمحاولة قتلهم. كاتي يحاول تحميل قانون قتل، ولكن توقف بعد Furby العملاقة تنتهج الأسرة. أنها فخ في نهاية المطاف Furby كما يدمر جهاز التوجيه PAL وتعطيل الأجهزة التي تدعم PAL, الذي يتوقف أيضا تحميل رمز قتل. في الطريق إلى وادي السيليكون بعد ذلك، تكشف ليندا لكاتي أنها وريك عاشوا في الأصل في كوخ في الجبال منذ سنوات كما كان حلمه مدى الحياة قبل أن يتخلى عن ذلك.
عند وصوله إلى وادي السيليكون، ميتشل تمويه أنفسهم كما الروبوتات والتوجه إلى PAL مختبرات HQ لإغلاقه، لكن بال التلاعب بها من خلال الكشف عن لقطات المراقبة من مقهى كاتي تقول هارون سرا أنها كانت تتظاهر أن يكون الإيمان في ريك فقط حتى يتمكن من سماع ما يريد أن يسمع. الحزن، فشل ميتشل في الوصول إلى مخبأ بال ويتم القبض على ريك وليندا بعد أن يخلق بال روبوتات أقوى وأكثر ذكاء، و reprograms Eric و Deborahbot في طاعتها.
كاتي، هارون ومونشي الهروب من المقر والاختباء من الروبوتات. تكتشف كاتي تسجيلات ريك لطفولتها على كاميرتها، مدركة أن ريك تخلى عن حلمه مدى الحياة لرعاية ابنته. تنشيط، وقالت انها وهارون التسلل Pal مختبرات HQ مرة أخرى واستخدام Monchi للتسبب في الروبوتات لعطل منذ البرمجة الخاصة بهم لا يمكن تمييزه ككلب. مع مساعدة من مارك، ريك وليندا تحرير أنفسهم وتخطط لتحميل فيلم المنزل من كاتي مع مونشي في ذلك إلى ماس كهربائى الروبوتات. ومع ذلك، فإن ريك يفوق عدد الروبوتات عندما يكون على وشك تحميل الفيديو.
يتم القبض على كاتي في نهاية المطاف. تواجه PAL لتبرير إنقاذ البشرية، تشرح كاتي أنه بغض النظر عن مدى صعوبة نضالات عائلتها، سيبقون دائما على اتصال على الرغم من اختلافهم. بال يرفض هذا المنطق ويسقط كاتي من مخبأها. اريك وdeborahbot, بعد أن كانت مستوحاة من «إعادة برمجة» ريك لاستخدام جهاز كمبيوتر، العودة إلى الدول خلل وتحميل فيلم المنزل كاتي، إنقاذ لها ومساعدة بقية ميتشل. العصابات الأسرة معا لمحاربة بقية الروبوتات المحسنة، وكاتي يدمر بال من خلال إسقاط لها في كوب من الماء، وتحرير جميع البشر وتعطيل جميع الروبوتات باستثناء اريك وdeborahbot.
بعد بضعة أشهر من الانتفاضة، كاتي وعائلتها تصل إلى كليتها لأنها وريك حصة واحدة وداعا القلبية الماضي قبل أن يذهب رسميا إلى الكلية. تنضم إليهم لاحقا في رحلة برية أخرى مع إريك وديبوراهبوت إلى واشنطن العاصمة لقبول ميدالية الشرف في الكونغرس.

## وصلات خارجية
- عائلة ميتشل في مواجهة الآلات على موقع IMDb (الإنجليزية)
- عائلة ميتشل في مواجهة الآلات على موقع ميتاكريتيك (الإنجليزية)
- عائلة ميتشل في مواجهة الآلات على موقع روتن توميتوز (الإنجليزية)
- عائلة ميتشل في مواجهة الآلات على موقع نتفليكس (الإنجليزية)
- عائلة ميتشل في مواجهة الآلات على موقع قاعدة بيانات الأفلام العربية
- عائلة ميتشل في مواجهة الآلات على موقع ألو سيني (الفرنسية)
- عائلة ميتشل في مواجهة الآلات على موقع أول موفي (الإنجليزية)
- عائلة ميتشل في مواجهة الآلات على موقع فيلمافينيتي (الإسبانية)
- عائلة ميتشل في مواجهة الآلات على موقع قاعدة بيانات الأفلام السويدية (السويدية)
- عائلة ميتشل في مواجهة الآلات على موقع قاعدة بيانات الفيلم (الإنجليزية)